# Лабин (Пргомет)
Лабин је насељено место у саставу општине Пргомет, Сплитско-далматинска жупанија, Република Хрватска.

## Историја
До територијалне реорганизације у Хрватској налазио се у саставу старе општине Каштела.

## Становништво
На попису становништва 2011. године, Лабин је имао 97 становника.
| Број становника по пописима | Број становника по пописима | Број становника по пописима | Број становника по пописима | Број становника по пописима | Број становника по пописима | Број становника по пописима | Број становника по пописима | Број становника по пописима | Број становника по пописима | Број становника по пописима | Број становника по пописима | Број становника по пописима | Број становника по пописима | Број становника по пописима | Број становника по пописима |
| --------------------------- | --------------------------- | --------------------------- | --------------------------- | --------------------------- | --------------------------- | --------------------------- | --------------------------- | --------------------------- | --------------------------- | --------------------------- | --------------------------- | --------------------------- | --------------------------- | --------------------------- | --------------------------- |
| 1857                        | 1869                        | 1880                        | 1890                        | 1900                        | 1910                        | 1921                        | 1931                        | 1948                        | 1953                        | 1961                        | 1971                        | 1981                        | 1991                        | 2001                        | 2011                        |
| 508                         | 471                         | 536                         | 617                         | 694                         | 764                         | 1.100                       | 881                         | 762                         | 769                         | 733                         | 497                         | 276                         | 173                         | 102                         | 97                          |

### Попис1991.
На попису становништва 1991. године, насељено место Лабин је имало 173 становника, следећег националног састава:
| Попис 1991.‍  | Попис 1991.‍  | Попис 1991.‍ | Попис 1991.‍ | Попис 1991.‍ |
| ------------ | ------------ | ----------- | ----------- | ----------- |
|              |              |             |             |             |
| Хрвати       | Хрвати       |             | 168         | 97,10%      |
| Срби         | Срби         |             | 2           | 1,15%       |
| неопредељени | неопредељени |             | 1           | 0,57%       |
| непознато    | непознато    |             | 2           | 1,15%       |
| укупно: 173  |              |             |             |             |